# Salvatore Ligorio
Salvatore Ligorio (Grottaglie, 13 ottobre 1948) è un arcivescovo cattolico italiano, dal 2 febbraio 2024 arcivescovo emerito di Potenza-Muro Lucano-Marsico Nuovo.

## Biografia
Nasce a Grottaglie, in provincia e arcidiocesi di Taranto, il 13 ottobre 1948. Appartiene alla famiglia Ligorio.

### Formazione e ministero sacerdotale
Compie gli studi nel seminario minore di Taranto, nel Pontificio Seminario Regionale Pugliese "Pio XI" di Molfetta e infine, alla Pontificia Università Lateranense di Roma.
Dopo essere stato ordinato suddiacono il 23 dicembre 1971 e diacono il 25 marzo 1972, il 13 luglio 1972 l'arcivescovo Guglielmo Motolese lo ordina presbitero, nella chiesa parrocchiale della Madonna del Carmine a Grottaglie.
È viceparroco nella parrocchia della Santa Famiglia di Martina Franca; rettore del seminario arcivescovile di Martina Franca; canonico del capitolo metropolitano di Taranto; vicario zonale di Grottaglie e membro di diritto del Consiglio presbiterale; membro del collegio dei consultori. Dal 1984 è parroco della parrocchia della Madonna delle Grazie a Grottaglie.

### Ministero episcopale
Il 19 dicembre 1997 papa Giovanni Paolo II lo nomina vescovo di Tricarico; succede a Francesco Zerrillo, precedentemente nominato vescovo di Lucera-Troia. L'11 febbraio 1998 riceve l'ordinazione episcopale, nella concattedrale Gran Madre di Dio a Taranto, dall'arcivescovo Benigno Luigi Papa, co-consacranti gli arcivescovi Ennio Appignanesi e Guglielmo Motolese. Il 1º marzo seguente prende possesso della diocesi.
Presso la Conferenza episcopale della Basilicata ricopre l'incarico di segretario ed è delegato per la formazione culturale dei seminari della Basilicata, per il clero e la vita consacrata e per i servizi della carità e della salute.
Il 20 marzo 2004 lo stesso papa lo nomina arcivescovo di Matera-Irsina; succede ad Antonio Ciliberti, precedentemente nominato arcivescovo metropolita di Catanzaro-Squillace. Il 24 aprile successivo prende possesso dell'arcidiocesi.
Il 5 ottobre 2015 papa Francesco lo nomina arcivescovo metropolita di Potenza-Muro Lucano-Marsico Nuovo; succede ad Agostino Superbo, dimessosi per raggiunti limiti di età. Il 9 gennaio 2016 prende possesso dell'arcidiocesi. Il 29 giugno riceve da papa Francesco, nella basilica di San Pietro in Vaticano, il pallio, che gli viene imposto dal nunzio apostolico Adriano Bernardini il 29 ottobre seguente.
Già vicepresidente della Conferenza episcopale della Basilicata, il 10 febbraio 2016 ne diviene presidente. È stato membro della Commissione episcopale per le migrazioni della Conferenza Episcopale Italiana.
Il 5 novembre 2023 riceve varie contestazioni, durante un presidio tenutosi davanti alla chiesa della Santissima Trinità a Potenza, per aver celebrato la Messa in quella stessa chiesa dove fu uccisa e ritrovata 17 anni dopo la sedicenne Elisa Claps.
Il 2 febbraio 2024 papa Francesco accoglie la sua rinuncia, presentata il 13 ottobre 2023 al compimento del 75º anno di età, al governo pastorale dell'arcidiocesi di Potenza-Muro Lucano-Marsico Nuovo; gli succede Davide Carbonaro, dei Chierici regolari della Madre di Dio. Rimane amministratore apostolico dell'arcidiocesi fino all'ingresso del nuovo arcivescovo, avvenuto il 18 maggio seguente.

## Genealogia episcopale
La genealogia episcopale è:
- Cardinale Scipione Rebiba
- Cardinale Giulio Antonio Santori
- Cardinale Girolamo Bernerio, O.P.
- Arcivescovo Galeazzo Sanvitale
- Cardinale Ludovico Ludovisi
- Cardinale Luigi Caetani
- Cardinale Ulderico Carpegna
- Cardinale Paluzzo Paluzzi Altieri degli Albertoni
- Papa Benedetto XIII
- Papa Benedetto XIV
- Cardinale Enrico Enriquez
- Arcivescovo Manuel Quintano Bonifaz
- Cardinale Buenaventura Córdoba Espinosa de la Cerda
- Cardinale Giuseppe Maria Doria Pamphilj
- Papa Pio VIII
- Papa Pio IX
- Cardinale Alessandro Franchi
- Cardinale Giovanni Simeoni
- Cardinale Antonio Agliardi
- Cardinale Basilio Pompilj
- Cardinale Adeodato Piazza, O.C.D.
- Cardinale Sebastiano Baggio
- Cardinale Anastasio Alberto Ballestrero, O.C.D.
- Arcivescovo Benigno Luigi Papa, O.F.M.Cap.
- Arcivescovo Salvatore Ligorio